# Tinodes estivalsi
Tinodes estivalsi är en nattsländeart som beskrevs av Francois-Marie Gibon 1991. Tinodes estivalsi ingår i släktet Tinodes och familjen tunnelnattsländor. Inga underarter finns listade i Catalogue of Life.